# 川西兜被兰
川西兜被兰（学名：Neottianthe compacta），为兰科兜被兰属下的一个植物种。